# ベロスラフ
ベロスラフ（Beloslav (ブルガリア語: Белослав [bɛɫoˈsɫaf])、トルコ語ではゲベジェ Gebece）は、ブルガリア北東部の工業都市で、ヴァルナ州に属する。

## 町村
ベロスラフ基礎自治体（Община Белослав）には、その中心であるベロスラフをはじめ、以下の町村が存在している。
- Белослав（Beloslav）
- Езерово（Ezerovo）

- Разделна（Razdelna）
- Страшимирово（Strashimirovo）

## 地理
ヴァルナから19キロメートル西、デブニャから5キロメートル西に位置している。ベロスラフはベロスラフ湖の東端に位置し、ベロスラフ湖とヴァルナ湖を結ぶ運河によって町は2つに分断されている。運河の両岸は車両・歩行者を乗せるフェリーによって結ばれている。両岸を結ぶ橋を建設する計画があり、町の西側に欧州自動車道路E87のバイパスとして建設される予定となっている。現在のE87はヴァルナ市街地を抜けアスパルホフ橋（en）を通っている。

## 歴史
ベロスラフはおよそ1万2千年前から人が居住している古代都市である。最古の集落は現在の町の近くの洞窟にあり、1万2千年前の物品が発見されている。紀元前5世紀にはトラキア人がこの地方に住んでいた。町はクルシェヴォ（ブルガリア語:Крушево / Krushevo）、ゲベジェ（トルコ語:Gebece、ブルガリア語:Гебедже / Gebedzhe ）、ベロヴォ（Белово / Belovo）、ベレヴォ（Белево / Belevo）などの別称でも知られている。オスマン帝国時代の名称は現在でも状況によっては使用されている。

## 産業
ベロスラフは交通と産業の拠点であり、ヴァルナ・デヴニャ工業団地の一角をなしている。交通設備には鉄道と2つの鉄道駅の他、RO-ROフェリー・ターミナルがあり、ウクライナ、ロシア、グルジアと結ばれている。ヴァルナ港複合施設にはヴァルナ発電所の港などもある。ブルガリアで最大の火力発電所（発電量1320メガワットに加え、880メガワットのガス燃料発電施設が建造中）であり、チェコの電力会社CEZ Group傘下のTEC Varnaや、スウェーデンのOceanic-Creationsのテレム・フロツキ・アルセナル造船所・修理所が町の西に位置している。
ベロスラフは芸術的なガラス工芸や耐火ガラス製造、そして現在では世界の薬品会社向けのガラスびん製造も盛んである。2007年には新しいビジネス・ロジスティクス拠点がガラス工場の跡地に開業した。さらに、2つの新しい製造工場と、天然ガス輸送のための港湾埠頭が2千人の雇用を生み出した。北東の工業団地でも、複数の建設が進行中である。

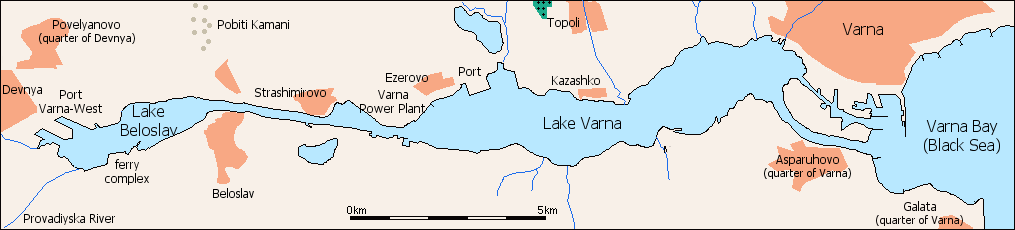
ベロスラフとベロスラフ湖、ヴァルナ湖の位置関係